# Антолец, Ян
Ян Антолец (пол. Jan Antolec, род. 3 мая 1990 года, Новы-Тарг, Польша) — польский лыжник, участник Олимпийских игр в Сочи. Универсал, одинаково успешно выступает и в спринтерских и в дистанционных гонках.
В Кубке мира Антолец дебютировал 1 декабря 2013 года, всего стартовал в 4 личных гонках в рамках Кубка мира, но не поднимался в них выше 43-го места и кубковых очков не завоёвывал. Более регулярно и успешно выступает в Славянском кубке, где трижды становился третьим в общем итоговом зачёте, в сезонах 2010/11, 2011/12 и 2012/13.
На Олимпийских играх 2014 года в Сочи, стартовал в трёх гонках: скиатлон — 64-е место и эстафета — 15-е место.
За свою карьеру принимал участие в одном чемпионате мира, на чемпионате мира 2013 года его лучшим результатом в личных гонках стало 82-е место в гонке на 15 км свободным стилем.
Использует лыжи производства фирмы Fischer.